# Badische Zeitung
 (octobre 2024).
Si vous disposez d'ouvrages ou d'articles de référence ou si vous connaissez des sites web de qualité traitant du thème abordé ici, merci de compléter l'article en donnant les références utiles à sa vérifiabilité et en les liant à la section « Notes et références ».
Le Badische Zeitung est un journal quotidien publié à Fribourg-en-Brisgau et diffusé dans le pays de Bade en Allemagne.

## Histoire
Après la fin du Troisième Reich, les éditeurs et rédacteurs du Frankfurter Zeitung tentent de le faire revivre. Les forces d'occupation américaines l'interdisent, elles considèrent le Frankfurter Zeitung comme trop contaminé par l'idéologie nazie. Il y a diverses tentatives pour fonder un nouveau journal pour succéder au FZ. À Fribourg, l'ancien directeur de la publication du Frankfurter Zeitung, Wendelin Hecht, crée une nouvelle société. Heinrich Rombach, l'ancien éditeur du Freiburger Tagespost, reçoit une licence de la puissance occupante française pour fonder un nouveau journal, le Freiburger Nachrichten, qui est rapidement critiqué comme catholique et clérical. Il est aussi trop provincial pour les attachés de presse de Baden-Baden, c'est pourquoi Verlag Herder est sollicitée par l'occupant français pour en fonder une nouvelle. Le 9 janvier 1946, un contrat est conclu entre la maison d'édition H. Rombach & Co., Wendelin Hecht et la maison d'édition Herder & Co. GmbH, représentée par son directeur général Josef Knecht, dans le but de fonder Badischer Verlag à Fribourg. Cette société doit continuer le Freiburger Nachrichten en tant que journal national à base chrétienne sous le nom de Badische Zeitung.
Le premier numéro du BZ est publié le 1er février 1946. Il est publié dans les toilettes de la maison d'édition Herder incendiée, car l'imprimerie de Rombach fut bombardée. Au début, le BZ paraît deux fois par semaine avec un volume de six à huit pages au prix de détail de 20 pfennigs. À partir de mai 1950, le BZ paraît quatre fois par semaine, et à partir de septembre 1951 enfin six fois par semaine.
En levant l'obligation de licence en 1949, la société Poppen & Ortmann aurait pu relancer le Freiburger Zeitung en tant que quotidien, après que la société n'a pas la possibilité d'octroyer une licence à un quotidien à Fribourg en 1945-1946. Poppen & Ortmann avait publié le Freiburger Zeitung (fondé en 1784) jusqu'en 1935 et, après une vente forcée à Vera Verlagsanstalt GmbH de Berlin, une filiale de la maison d'édition centrale du NSDAP, Franz-Eher-Verlag, l'imprime jusqu'en 1943. Au lieu de cela, Poppen & Ortmann décide de prendre une participation dans Badischer Verlag et y apporte le titre Freiburger Zeitung en échange d'une participation minoritaire en 1950. Depuis lors, la section locale de Fribourg porte également la désignation Freiburger Zeitung dans l'en-tête des pages.
En 1961, l'entreprise déménage du bâtiment Herder à la nouvelle maison d'édition et de presse BZ sur la Basler Landstraße (aujourd'hui Basler Straaße/Lörracher Straße).
En 1997, les sociétés Rombach et Poppen & Ortmann acquierent les parts de Verlag Herder dans Badischer Verlag. En 1998, les deux maisons fusionnent la maison d'édition, les filiales associées à la production (par exemple l'impression de journaux, la maison d'édition en ligne) et d'autres sociétés du groupe (par exemple la livraison) dans la société holding Badisches Pressehaus. Elles détiennent chacune 50 % des actions jusqu'à fin 2019. Poppen & Ortmann KG est l'unique actionnaire depuis 2020.
Après un investissement de 25 millions d'euros, le journal est produit depuis 2006 par la société sœur Freiburger Druck GmbH & Co. KG sur la machine d'impression Cortina du fabricant de Wurtzbourg Koenig & Bauer AG en impression offset sans eau. Le procédé, révolutionnaire pour l'impression de journaux, est utilisé pour la première fois dans le monde à Fribourg[réf. nécessaire].

## Controverses
En décembre 2013, une caricature de Horst Haitzinger publiée dans le Badische Zeitung est sélectionnée par le centre Simon-Wiesenthal comme l'une des 10 meilleures insultes antisémites et anti-israéliennes de 2013 : la caricature, parue dans divers journaux, décrit Le Premier ministre israélien Benjamin Netanyahu empoisonnant des colombes de la paix. Le Badische Zeitung s'était défendu de l'allégation d'antisémitisme quelques jours après sa publication en novembre.

## Diffusion
La zone de distribution du BZ comprend la ville de Fribourg-en-Brisgau, les arrondissements de Brisgau-Haute-Forêt-Noire, Emmendingen, Lörrach et Waldshut, le sud de l'arrondissement de l'Ortenau et une partie de l'arrondissement de Forêt-Noire-Baar. La rédaction locale, le bureau et le service de billetterie du BZ se situent dans la BZ-Haus dans le centre-ville de Frisbourg[Traduire passage].
Dans la zone de distribution, il y a au total huit bureaux et 12 éditions locales différentes, qui sont produites par 18 éditeurs locaux différents. À cela s'ajoute un réseau national impliquant plus de 40 correspondants.
Les éditions locales sont :
- Fribourg-en-Brisgau
- Région fribourgeoise
- Brisgau Sud
- Kaiserstuhl/Brisgau Ouest
- Emmendingen/Kaiserstuhl
- Vallée d'Elz
- Markgräflerland
- Haute Forêt Noire
- Ortenau
- Lörrach/Weil am Rhein
- Rheinfelden/Wiesental
- Bad Säckingen